# Osterwohle
Osterwohle ist eine Ortschaft und ein Ortsteil der Hansestadt Salzwedel im Altmarkkreis Salzwedel in Sachsen-Anhalt.

## Geographie

### Lage
Osterwohle, ein Straßendorf mit Kirche, liegt etwa 10 Kilometer westlich von Salzwedel in der Altmark am Osterwohler Graben, der nach Norden in die Alte Dumme strömt.
Nachbarorte sind Henningen im Westen, Andorf und Rockenthin im Norden, Bombeck im Osten, Tylsen in Südosten sowie Wistedt und Langenapel im Südwesten.

### Ortschaftsgliederung
Zur Ortschaft Osterwohle gehören die Ortsteile Osterwohle, Bombeck, Groß Gerstedt (mit dem Wohnplatz Wolfsmühle), Klein Gerstedt und Wistedt.

## Geschichte

### Mittelalter bis Neuzeit
Die erste überlieferte urkundliche Erwähnung stammt aus dem Jahre 1247 als ein Kaplan des Archidiakonats de Osterwalde genannt wurde. Nach dem Landbuch der Mark Brandenburg von 1375 bestand Osterwohle aus vier freien Höfen, die sich in Besitz von Werner von Bartensleben, Johann von dem Knesebeck, einem von Böddenstedt und des Salzwedeler Bürgers Heine Wistedt befanden. Weitere Nennungen sind: 1430 im dorpe tho Osterwolde, 1478 to dem osterwolde, 1541 Ostrowolt, 1687 Osterwolde und 1804 Osterwohl.

### Burg und Gut
Das Dorf war der Hauptort des Gaues Osterwalde, der durch ein Kastell geschützt war. Die Gegend war waldreich, deshalb wurde die Burg „der Osterwald“ genannt. Paul Grimm beschrieb im Jahre 1958 die Lage der Burg. Auf einer Karte von 1735 sind drei Burgteile im ehemals feuchten Gelände an der Süd- und Südostecke des Dorfes zu erkennen, die östlich und südlich der Kirche liegen und alle von miteinander zusammenhängenden Wassergräben umgeben sind.
Ein ritterliches Geschlecht von Osterwalde wurde am Ende des 12. Jahrhunderts erstmals genannt, es siedelte aber bald nach dem Lande Stargard über. 1430 erhielten die von Bodendiek die Erlaubnis das Schloss und den angelegten Wall auszubessern unter der Maßgabe, der Stadt Salzwedel nicht zum Nachteil zu gereichen.
Aber schon 1478 verkauften sie Burg und Wall an die von Jeetze, die es bald wieder an die Familie Verdemann verkauften. Diese verpachtete es erst an Fritz von der Schulenburg († 1510, 9. Generation des Adelsgeschlechts), der es nach dem Tode des Domherrn Ludolf Verdemann von Hildesheim gänzlich erhielt und von dem Kurfürsten Joachim I. und dem Markgrafen Albrecht 1499 mit der Burg belehnt wurde. Er und seine Nachkommen erwarben die Höfe. Daraus ging das Gut Osterwohle mit dem 538 Hektar großen Forst Trippleben hervor.
Das Gut war bis zur Bodenreform 1945 im Besitz der Schulenburgs. Letzter Besitzer war Werner Graf von der Schulenburg-Beetzendorf (* 1908; † 1979, Forstwirt und Pfarrer, 21. Generation), ein Enkel von Werner von der Schulenburg. Bis 1945 war die Landwirtschaft an einen Dr. Martin Lampe verpachtet, der im Januar 1946 von der Sowjetischen Besatzungsmacht (NKWD) verhaftet wurde und im Speziallager Nr. 1 Mühlberg verstarb. Teile des Gutshauses, einer ehemaligen Wasserburg aus dem 12. Jahrhundert, sind noch erhalten.
Bei der Bodenreform wurden 1945 erfasst: eine Besitzung mit über 100 Hektar Land hat 508 Hektar, 25 Besitzungen unter 100 Hektar hatten zusammen 212 Hektar Land. Die Kirche hatte 14 Hektar. 1946 wurden aus dem Rittergutsbesitz die 508 Hektar enteignet und auf 267 Siedler aufgeteilt. Darunter war auch der Besitz von Dr. Lampe mit 189,7 Hektar, offenbar ein Teil des Ritterguts von der Schulenburg. Im Jahre 1952 entstand die erste Landwirtschaftliche Produktionsgenossenschaft vom Typ I, die LPG „Justus Liebig“, die 1960 mit der LPG Bombeck und Wistedt zur Groß-LPG „Vereintes Land“ zusammengeschlossen wurde.

### Ersterwähnung 1022
Die Urkunden aus dem Jahre 1022 über Stiftungen des Bischofs Bernward von Hildesheim gelten als Fälschungen. In den Urkunden heißt es: in pago Osterwalde.

### Eingemeindungen
Ursprünglich gehörten Dorf und Gut zum Salzwedelischen Kreis der Mark Brandenburg in der Altmark. Zwischen 1807 und 1813 lagen sie im Kanton Diesdorf auf dem Territorium des napoleonischen Königreichs Westphalen. Ab 1816 gehörte die Gemeinde und der spätere Gutsbezirk zum Kreis Salzwedel, dem späteren Landkreis Salzwedel.
Am 30. September 1928 wurde der Gutsbezirk Osterwohle mit der Landgemeinde Osterwohle vereinigt. Zum Gut gehörten die Waldwärterei Rothenwohl und die Schäferei Trippleben.
Am 20. Juli 1950 wurde die bis dahin eigenständige Gemeinde Bombeck aus dem Landkreis Salzwedel in die Gemeinde Osterwohle eingemeindet. Am 25. Juli 1952 wurde die Gemeinde in den Kreis Salzwedel umgegliedert. Am 1. Oktober 1972 wurden die Gemeinden Wistedt und Gerstedt aus dem Kreis Salzwedel nach Osterwohle eingemeindet. Die am 1. Oktober 1939 gebildete Gemeinde Gerstedt wurde damit aufgelöst und ihre Ortsteile Klein Gerstedt und Groß Gerstedt (mit dem Wohnplatz Wolfsmühle) kamen als Ortsteile zu Osterwohle. Die Gemeinde Osterwohle kam am 1. Juli 1994 zum Altmarkkreis Salzwedel.
Bis Ende 2009 bildete Osterwohle mit den Ortsteilen Bombeck, Groß Gerstedt, Klein Gerstedt, Wistedt und dem Wohnplatz Wolfsmühle eine eigenständige Gemeinde und war Mitglied der Verwaltungsgemeinschaft Salzwedel-Land.
Durch einen Gebietsänderungsvertrag beschloss der Gemeinderat der Gemeinde Osterwohle am 30. Juli 2008, dass die Gemeinde Osterwohle in die Hansestadt Salzwedel eingemeindet wird. Dieser Vertrag wurde vom Landkreis als unterer Kommunalaufsichtsbehörde genehmigt und trat am 1. Januar 2010 in Kraft.
Nach Eingemeindung der bisher selbstständigen Gemeinde Osterwohle wurden Bombeck, Groß Gerstedt, Klein Gerstedt, Osterwohle und Wistedt Ortsteile der Hansestadt Salzwedel. Für die eingemeindete Gemeinde wurde die Ortschaftsverfassung nach den §§ 86 ff. der Gemeindeordnung Sachsen-Anhalt eingeführt. Die eingemeindete Gemeinde Osterwohle und künftigen Ortsteile Bombeck, Groß Gerstedt, Klein Gerstedt, Osterwohle und Wistedt wurden zur Ortschaft der aufnehmenden Hansestadt Salzwedel. In der eingemeindeten Gemeinde und nunmehrigen Ortschaft Osterwohle wurde ein Ortschaftsrat mit fünf Mitgliedern einschließlich Ortsbürgermeister gebildet.

### Einwohnerentwicklung

#### Gemeinde
| Jahr | Einwohner |
| ---- | --------- |
| 1734 | 039       |
| 1774 | 062       |
| 1789 | 084       |
| 1798 | 069       |
| 1801 | 087       |
| 1818 | 110       |
| 1840 | 241       |
| 1864 | 134       |
| 1871 | 142       |
| 1885 | 114       |
| 1892 | [00]182   |
| 1895 | 111       |
| 1900 | [00]182   |
| 1905 | 126       |
| 1910 | [00]186   |
| 1925 | 196       |

| Jahr | Einwohner |
| ---- | --------- |
| 1939 | 166       |
| 1946 | 245       |
| 1964 | 329       |
| 1971 | 679       |
| 1981 | 560       |
| 1985 | [00]571   |
| 1990 | [00]578   |
| 1993 | 588       |
| 1995 | [00]561   |
| 2000 | [00]562   |
| 2005 | [00]502   |
| 2006 | [00]496   |
| 2007 | [00]488   |
| 2008 | [00]484   |
| 2009 | [00]483   |

Quelle, wenn nicht angegeben, bis 1993:

#### Ortsteil
| Jahr | Einwohner |
| ---- | --------- |
| 2010 | [00]120   |
| 2014 | [00]113   |
| 2015 | [00]113   |
| 2020 | [00]101   |
| 2021 | [00]098   |
| 2022 | [00]100   |
| 2023 | [0]97     |

#### Gut und Gutsbezirk
| Jahr | Einwohner |
| ---- | --------- |
| 1798 | 13        |
| 1864 | 88        |
| 1871 | 25        |
| 1885 | 47        |
| 1895 | 63        |
| 1905 | 42        |

## Religion
Die evangelische Kirchengemeinde Osterwohle gehörte zur Pfarrei Osterwohle, wobei die Kirche in Henningen lange Zeit mater combinata und sogar die Mutterkirche der Pfarrei Osterwohle war. Die Evangelischen aus Osterwohle werden betreut vom Pfarrbereich Osterwohle-Dähre im Kirchenkreis Salzwedel im Bischofssprengel Magdeburg der Evangelischen Kirche in Mitteldeutschland.
Die ältesten überlieferten Kirchenbücher für die Pfarrei Osterwohle stammen aus dem Jahre 1666.

## Politik

### Ortsbürgermeister
Ortsbürgermeister der Ortschaft Osterwohle ist Jürgen Bangemann. Er war auch der letzte Bürgermeister der Gemeinde.

### Ortschaftsrat
Bei der Ortschaftsratswahl am 9. Juni 2024 errang die „Freie Wählergemeinschaft Osterwohle“ alle 5 Sitze, genau wie bei der Wahl 2019.
Es wurden nur Männer gewählt. Von 362 Wahlberechtigten hatten 261 ihre Stimme abgegeben, die Wahlbeteiligung betrug damit 72,1 Prozent.

## Kultur und Sehenswürdigkeiten
- Der Ortsfriedhof liegt am nördlichen Ausgang des Dorfes.

### Kirche
Der Kern der Kirche in Osterwohle stammt vermutlich aus dem 13. Jahrhundert. Die einzigartige Dorfkirche wurde 1607–1621 in dem in Deutschland sehr seltenen manieristischen Stil von Oleke von der Schulenburg, geb. von Saldern, mit ihrem privaten Geld umgebaut und ausgestattet. „Oleke ließ als Witwe die schlichte Dorfkirche in Osterwohle erbauen, die wegen ihrer künstlerischen wertvollen Ausstattung zu den bedeutendsten der Altmark gehört“. Besonders beachtlich sind die von mehreren Meistern vor 1621 angefertigten Schnitzarbeiten. In der Kirche befinden sich Grabsteine und ein Epitaph von Georg von der Schulenburg und seiner Frau Anna von Veltheim, Schulenburg.

## Persönlichkeiten
- Gottfried Christian Rothe (1708–1776), geboren 1708 im Osterwohler Ortsteil Bombeck, lutherischer Theologe und Generalsuperintendent der Altmark und Prignitz sowie von Pommern